# DJ Balthazar
DJ Balthazar, eredeti nevén Georgij Mateev, cirill írással: Георги Матеев (Szófia, Bulgária, 1977. szeptember 23.–) bolgár DJ, lemezlovas. 2008-ban a Deep Zone-nal képviselték Bulgáriát a Eurovíziós Dalfesztiválon.

## Életpályája
1998-ban kezdett el DJ-ként zenélni, azóta pedig ő lett a legismertebb és leghíresebb lemezlovas hazájában. Hazája minden fontosnak tartott klubjában fellépett már, ezenkívül fesztiválokon (beleértve a Bolgár Utcai Fesztivált is, ami Bulgária leghíresebb fesztiválja), tévé és rádió adásokban is szerepelt. Eddigi pályafutása során több mint 20 országban fellépett (pl: Anglia, Németország, Ausztria, Hollandia, Belgium, Franciaország, Málta, Ciprus, USA, Egyiptom stb.). Jelenleg a Renesanz agency egyik tulajdonosa. Balthazar egyedi stílusa abban rejlik, hogy zenéje a techno és a progresszív house között ingadozik. 2004 óta JackRockkal underground zenét is "csinál" stúdiójában. Év végén egy 45 perces underground szettet mutattak be Erfurtban, Németországban. 2006 januárjában debütáló albumukkal (Rockin' Dancefloor) a görög zenei ranglistára léptek. 2007 és 2008 folyamán több mint 30 kislemezt adtak ki , és szinte mindegyikkel szerepeltek a világ összes toplistáján. 2007-ben Balthazar elkezdett még egy projektet - a Deep Zone felkarolását, amely egy pop–house zenei stílusú zenekar. Munkájuk hamar meghozta sikerüket, ugyanis két első kislemezük ( Welcome to the loop és a DJ, take me away) híressé tette őket, és Bulgáriában az összes toplistát is meghódították. Egy év alatt elérték, hogy megcsinálhassák a 4 nagy klub turnét, amelyen összesen több mint 80000 ember érezte jól magát. 2009 augusztusában a Renesanz agencyvel megrendezték a Spirit of Burgast, ami szintén egy nagy és színvonalas bolgár fesztivál. Ugyan ebben az évben a várnai Comics Club tulajdonosa is lett, amely egyike a legrégebbi elektronikus zenei kluboknak Bulgáriában.

## Eurovízió
2007-ben elkezdte a Deep Zone zenekar felkarolását, amelynek nagy sikere volt hazájában, ezért megpróbálták, milyen sikert érnének el az Eurovízión Belgrádban. A bolgár nemzeti döntőjét megnyerték, így jogot kaptak arra, hogy ők képviseljék országukat Szerbia fővárosában. A második elődöntőben vettek részt, és összesen 56 pontot kaptak, ami a 11. helyet jelentette nekik, így nem jutottak be a döntőbe.